# 哈立德·迈沙阿勒
哈立德·迈沙阿勒（阿拉伯语：خالد مشعل，羅馬化：Khālid Mashʿal，黎凡特阿拉伯語發音：[ˈχæːled ˈmeʃʕæl]；1956年5月28日—；又译哈立德·马沙尔），現任哈馬斯政治局代理主席，亦曾正式担任該職。
迈沙阿勒的父親是一名法拉欣，參加過1936年巴勒斯坦阿拉伯人大起义；1957年，移居科威特而且成為一位伊玛目。迈沙阿勒生于約旦佔領下的約旦河西岸。第三次中东战争爆發後，迈沙阿勒的家人逃离約旦河西岸地區，此后迈沙阿勒一直在阿拉伯世界的其他地方流亡。
1987年哈马斯成立后，迈沙阿勒就成为该组织科威特分支的领导人。1992年，他成为哈马斯政治局的创始成员及其主席。2004年春天，在以色列刺杀艾哈迈德·亚辛及阿卜杜勒-阿齐兹·兰提西后，他成为哈马斯實際上的最高领导人。在他的领导下，哈马斯在2006年巴勒斯坦立法委員會選舉中赢得了多数席位。
2012年2月，由於受叙利亚内戰影響，迈沙阿勒离开叙利亚前往卡塔尔。2017年，哈立德·迈沙阿勒不再擔任哈马斯政治局主席，這一職務由伊斯梅尔·哈尼亚接任。
2024年9月3日，美国司法部指控其与其他哈马斯高级官员一起策划了阿克薩洪水行動。2024年10月，因哈馬斯领袖辛瓦爾遭以色列擊斃，哈立德·迈沙阿勒暫時代理政治局主席。

## 脚注
1. 1 2  AFP 2013.
2. 1 2  Charbel 2003.
3. 1 2 3  Rabbani 2008a，第61頁.
4. ↑  McGeough 2009，第24頁.
5. ↑  The Majalla 2012.
6. ↑  BBC February 2006.
7. ↑  Rabbani 2008b，第60頁.
8. 1 2  Rabbani 2008a，第59頁.
9. ↑  Tesch & Lotha 2020.
10. ↑  Tucker 2019，第808頁.
11. ↑  Haaretz 2017.
12. ↑  MEMO 2018.
13. ↑  Tucker, Eric. . AP News. September 3, 2024  [September 3, 2024]. （原始内容存档于2024-09-03）.
14. ↑  . Reuters. September 3, 2024  [September 3, 2024]. （原始内容存档于2024-09-03）.
15. ↑  . justice.gov. United States Department of Justice. September 3, 2024  [September 3, 2024]. （原始内容存档于2024-09-03） （English）.
16. ↑  . The Times of Israel. 18 October 2024  [2024-10-19]. （原始内容存档于2025-01-18）.